# Kithironiscus paragamiani
Kithironiscus paragamiani là một loài chân đều trong họ Scleropactidae. Loài này được Schmalfuss miêu tả khoa học năm 1995.